# Cesáreo Iradier
Cesáreo Iradier y Uriarte (Vitoria, 1862-Vitoria, 1932) fue un arquitecto español.

## Biografía
Nació el 23 de julio de 1862 en Vitoria y era hijo de Pantaleón Iradier Arce, también arquitecto. Descrito como un arquitecto vitoriano, vivió en Madrid. En 1899 fue nombrado arquitecto del Ministerio de Fomento en sustitución de José María Ortiz.

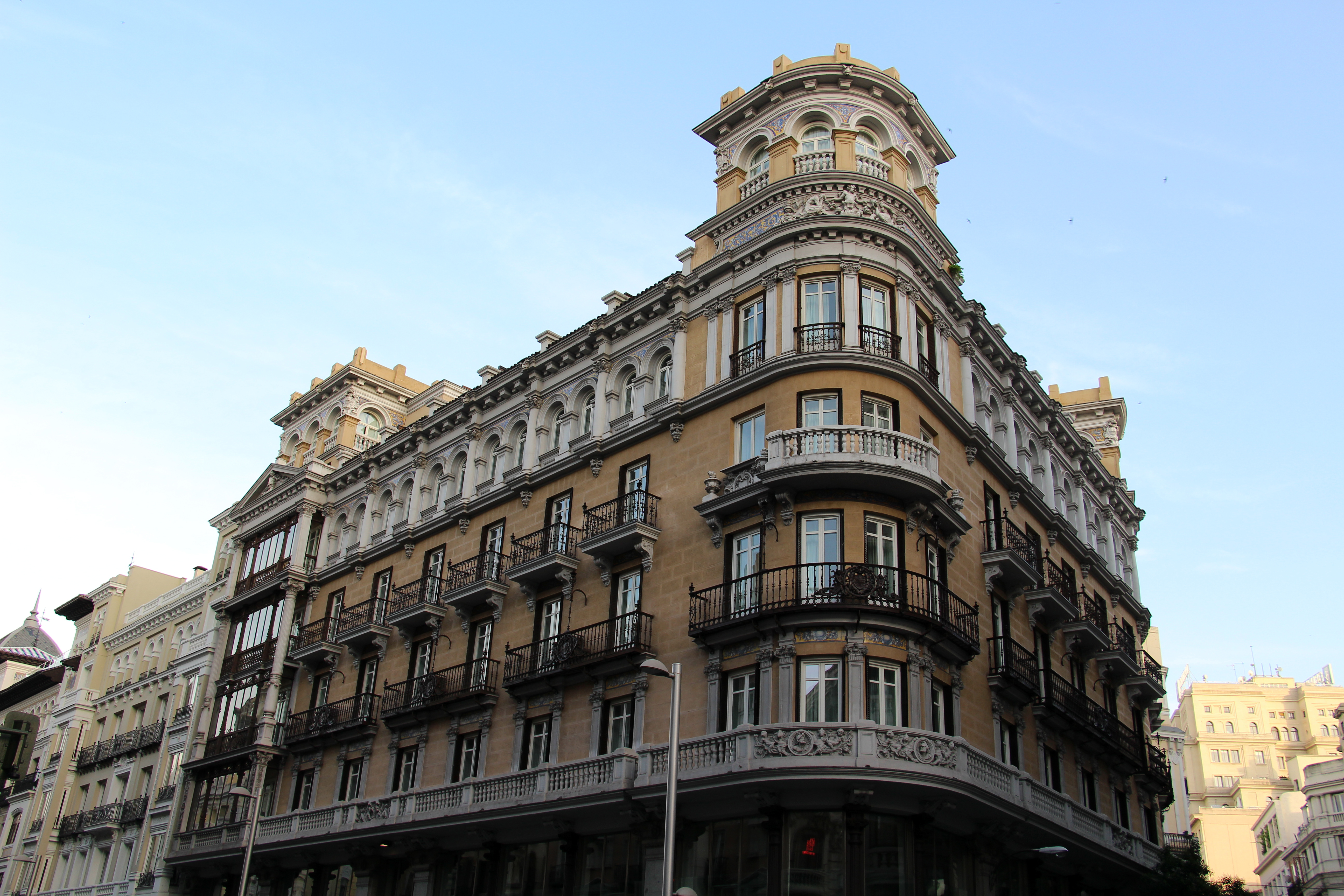
Hotel de las Letras en Madrid

Entre sus obras se encontraron la reconstrucción del teatro de la Zarzuela, la construcción de un hotel para el conde de Artaza en la Gran Vía, un proyecto de ampliación de la Facultad de Medicina de Madrid, una casa para el conde de Guaqui en la calle del Marqués de Cubas y proyectos en Vitoria, entre ellos el del Nuevo Teatro y el pedestal del monumento en recuerdo del político Eduardo Dato, de quien era primo hermano. También trabajó para la condesa de la Vega del Pozo. Estuvo casado con Purificación Elías García-Jalón. Políticamente afín al partido conservador, ocupó el cargo de concejal del Ayuntamiento de Vitoria, puesto del que dimitió tras la instauración de la Segunda República. Falleció el 13 de diciembre de 1932.